# Ögonlaser
Ögonlaser är en typ av refraktiv kirurgi som åtgärdar synfel genom att polera en del av hornhinnan med laser. Det finns flera metoder för detta och de mest använda är Lasik (Laser Assisted Insitu Keratomileusis) och Lasek (Laser Epithelial Keratomileusis). Syftet med refraktiv kirurgi är att ge patienten full synskärpa utan att behöva använda glasögon eller kontaktlinser. Vanligaste behandlingsformen inom ögonlaser heter FS-LASIK (Femtoscond laser - Laser Assisted In Situ Keratomileusis). 2017 har över 30 miljoner ögonlaserbehandlingar gjorts i världen, varav uppskattningsvis 250 000 i Sverige.

## Historik
I början av 1980-talet forskade Samuel Blum, Rangaswamy Srinivasan och James J. Wynne vid IBM ® Thomas J. Watson Research Center om användningsområden för Eximerlaser. 1987 kom oftalmologen Steven Troke i kontakt med forskargruppen vid Watsoncentret och började forska kring tanken att använda eximerlasern för att omforma hornhinnan (cornea).
1987 gjorde Troke den första laserbehandlingen på en patient. Han kallade metoden Photorefractive Keratectomy (PRK). De kommande 10 åren fortsatte han att utveckla metoden och 1995 blev PRK godkänt för behandling av synfel av FDA i USA.
År 2017 uppskattas antalet ögonlaserbehandlingar som genomförts i världen överstiga 30 miljoner.

## Ögonlasermetoder
Här listas ögonlasermetoder som är i kommersiellt bruk 2018:
Trans PRK
Vid Trans-PRK används laser för att ta bort hornhinnans yttersta lager. Sedan korrigeras synfelet på ögats främre yta med hjälp av en så kallad excimerlaser. När synfelet har korrigerats, sätts en skyddande kontaktlins på, som skyddar ögat under läkningsprocessen. Själva operationen gör inte ont då ögat är lokalbedövat, men efter Trans-PRK får man räkna med smärta och ljuskänslighet i upp till en vecka och det kan krävas att man behöver stanna hemma från jobbet.
Lasek
Huvudartikel: Lasek
Vid Lasek luckras det yttre lagret av hornhinnan upp med hjälp av en svag alkohol och lagret förs sedan åt sidan med hjälp av ett instrument. Därefter används excimerlaser för att korrigera synfelet genom att omforma hornhinnan. Liksom vid Trans-PRK är ögat lokalbedövat så att operationen i princip är smärtfri, men efter Lasek får man räkna med smärta samt ljuskänslighet under några dagar upp till en vecka och det kan krävas att man behöver stanna hemma från jobbet. Smärtan lindras med smärtstillande medel som man får med sig hem efter behandlingen. Ljuskänsligheten kan lindras med solglasögon. Lasek passar bra om det vid undersökningen framkommer att hornhinnorna är tunna, eller om man tillhör en yrkesgrupp där metoden är att föredra.
Lasik
Huvudartikel: Lasik
Lasik är den metod som först uppfanns, redan år 1987. Den används sällan idag. Vid Lasik använder läkaren en mekanisk kniv för att göra ett tunt snitt genom knappt en tredjedel av hornhinnans tjocklek. Fliken viks åt sidan och en Excimerlaser används för att korrigera själva synfelet. Därefter viks fliken tillbaka. Ögat är lokalbedövat under operationen och efter operationen kan man snabbt återgå till sitt vanliga liv.

## Biverkningar
Vanliga biverkningar är behov av kompletterande behandling för att nå full synskärpa, övergående skuggeffekter, övergående halos, övergående torrhet i ögonen.
Ovanliga biverkningar är samma som ovanstående men i bestående form.
Det förekommer biverkningar vid ögonlaserbehandlingar, bland annat:
- Nedsatt synskärpa med bästa korrektion (mindre än 1 av 100)
- Veck i hornhinnefliken som vanligtvis inte är synnedsättande (mindre än 1 av 100)
- Epitelinväxt som innebär att epitel (ytceller) växer in under fliken vid FS Lasik (mindre än 1 av 100)
- Synnedsättning på grund av epitelinväxt (mindre än 1 av 1000)
- Infektion i hornhinnan kan ge nedsatt syn (mindre än 1 av 1000)
- Ectasi (spontan omformning av hornhinnan) som kan leda till nedsatt syn (mindre än 1 av 1000)[4]